# Langschwellenbahnen von Idria
| Langschwellenbahnen von Idria | Langschwellenbahnen von Idria |
| ----------------------------- | ----------------------------- |
| Langschwellenbahnen von Idria |                               |
| Spurweite:                    | 342 und 625 mm                |
| Maximale Neigung:             | 14–28 ‰                       |
|                               |                               |

Die Langschwellenbahnen von Idria  in Slowenien waren schmalspurige um 1853–1875 betriebene Waldbahnen auf mit Metall beschlagenen hölzernen Schienen (die gleichzeitig Langschwellen waren) und ursprünglich spurkranzlosen Rädern.

## Geschichte
Schon in den 1820er Jahren waren in der Provinz Krain in den Gebirgsforsten bei Idria von Holzschlag-Unternehmern Holzbahnen, sogenannte Läufe errichtet worden.
Auf den Hochplateaus des Karstgebiets, in denen oft ganze Reihen von kesselartigen Tälern (Dolinen) vorkommen, wurden solche Bahnen zum Abtransport des Holzes bis zum nächsten Abhang verwendet. Die Trassen verbanden die Waldgebiete oft mit einem möglichst tief gelegenen Punkt der Talmulde, zu dem das Holz leicht gebracht werden konnte.

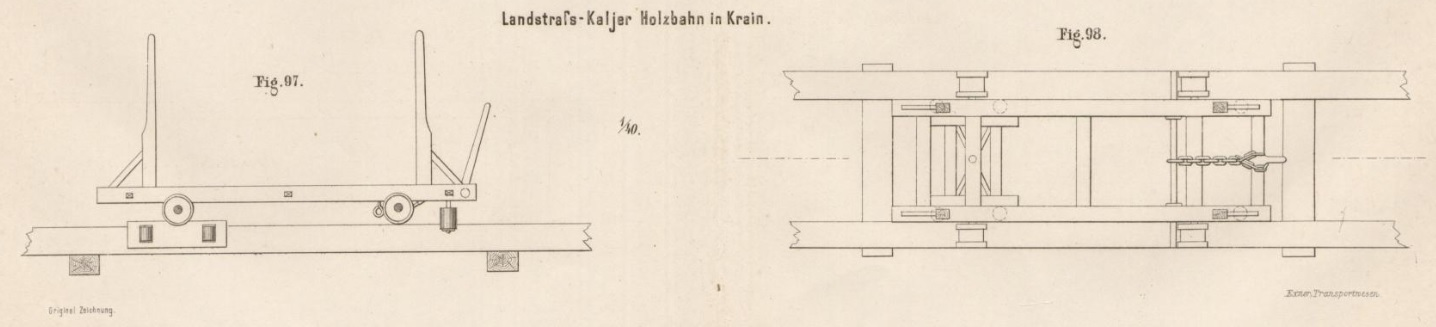
Landstraß-Kaljer Holzbahn in Krain

Die Holzbahnen selbst bestanden aus zwei 342 mm voneinander entfernt liegenden starken Bäumen, 5,70 m bis 7,60 m lang, 263 bis 405 mm stark, welche das Gleis bildeten. Die Spurweite war demnach 342 mm.
Die Langschwellen oder Laufbäume waren auf zwei Seiten, nämlich oben horizontal und gegen die Achse des Gleises zugekehrt, vertikal, also rechtwinklig glatt behauen. Die Langschwellen ruhten entweder auf dem Boden oder bildeten die Bekrönung von Jochen, wie beim Riesenbau. Die Laufbäume waren, wenn sie ihrer ganzen Länge nach frei lagen, um sie vor zu großer Durchbiegung und Bruch zu schützen, auch in der Mitte durch ein Joch unterstützt. Die bestehenden Riesen wurden als Unterbau für solche Holzbahnen verwendet, was 1853 zum ersten Mal mit bestem Erfolg ausgeführt wurde.

## Wagen
Die Wagen für diese Bahn hatten 4 gusseiserne Räder von 210 mm Durchmesser und 52,7 mm Felgenbreite. Im Übrigen stimmte die Konstruktion der Wagen mit den gewöhnlichen Güterwagen überein. Die Langwied, welche die beiden Achsen verband, war durchschnittlich 1,30 m lang, da das darauf zu transportierende Drehlingsholz eine Länge von entweder 2,50 m oder 1,88 m hatte. Um nun beim Fahren mit dem Wagen auf den in der Regel nur 210 bis 316 mm breiten Langschwellen zu verbleiben, mussten, da die Räder keinen Spurkranz hatten, unterhalb jeder Achse noch 2 kleine, hölzerne, mit Eisen bereifte Führungsräder, „Leitradeln“, von 79 mm Durchmesser und 40 mm Stärke in der Abstandweite der beiden Langschwellen in der Art angebracht wurden, dass sie in ihrer Bewegung um ihre vertikale Achse einige Zentimeter tief auf der senkrechten inneren Seite der Laufbäume rollten.

## Betrieb
Diese Wagen wurden durch Menschen gezogen, für welche eine Gehbahn durch Bretter inmitten der Gleise errichtet war. Das Gewicht eines leeren Wagens betrug höchstens 50 kg (1 Ctr.). Mit 18 bis 20 solcher Wagen konnte ein massives Kubikklafter (6,82 m³) Buchenholz transportiert werden und zwar so, dass die Belastung eines Wagens beiläufig 300 kg (6 Ctr.) betrug, welche der Arbeiter auf ebener Bahn mit Leichtigkeit ziehen konnte. Bei größerer Belastung oder bei einer bedeutenderen Steigung wurden 2 Arbeiter dem Wagen vorgespannt.
Um zu bremsen, wurde bei abwärts gehendem Transport der Wagen von dem ziehenden Arbeiter seitlich gedrückt, so dass sich je ein an den Leiträdern beim Vordergestell und auf der anderen Seite bei dem Hintergestell des Wagens angebrachter Bremsschuh an die vertikalen Flächen der Laufbäume anpresste. Diese Art von Bahnen war das Vorbild für die Idrianer Holzbahn.

## Idrianer Holzbahn
Der Konstrukteur der Idrianer Holzbahn, Fiedler, ging von der Erfahrung aus, dass ein Mensch auf einer horizontalen Eisenbahnstrecke 700–1100 kg (14–21 Ctr.) ziehen kann, während bei Holzbahnen kaum die Hälfte dieser Leistung vom Menschen zu erwarten ist. Da aber der Oberbau der damals in Krain bestehenden Bahnen auch 5 t (100 Ctr.) per Wagen tragen konnte, sollte vor allem der bisherige Oberbau durch Belegen der Laufbäume mit Metallschienen in eine gute Eisenbahn verwandelt werden. Dafür wurden 30 mm breite und 3 mm dicke Eisenschienen verwendet, welche exakt an der inneren Kante der Laufbäume lagen. 
Die Befestigung der Schienen geschah durch Nägel, deren konisch flacher Kopf bis zur Oberfläche der Schiene in Abständen von 45–60 cm versenkt war. Bei Ausführung von Bögen musste man auch kurze Flachschienen von 60 bis 180 cm Länge zur Verfügung haben, sonst waren sie 3,60 m lang. In Bögen wurde auch die vertikale Fläche der Langschwellen mit Schienen belegt.
Die Spurweite der Fiedlerschen Bahn betrug 625 mm oder etwas mehr, so dass den Rädern ein Spielraum von 6–18 mm gewährt war. Zum Gehen für die Arbeiter dienten Holzbohlen (Bodenladen) von 3¼–5 cm Dicke. Die Achsen und Räder waren aus Eisen, erstere an den Enden, wo sie in den Schenkeln der Radnaben lagen, 25 mm stark und abgedreht.
Die übrigen Teile des Wagens waren aus Buchenholz, an jenen Stellen, wo sie besonders in Anspruch genommen wurden, mit Eisenschienen beschlagen. Der Radstand betrug 1,20 m, die auf den Achsen befestigten Traghölzer erhielten eine Länge von 90–105 cm, was der Weite des Beladungsraumes gleichkam.
Die Oberfläche der Traghölzer war durch eiserne Spitzen armiert, um die Ladung in der ursprünglichen Disposition festzuhalten. Eine Verlängerung der Traghölzer hätte eine Vergrößerung des Beladungsraumes ermöglicht. Im Allgemeinen konnten auf einen solchen Wagen 1,5–1,75 t (30–35 Ctr.) Holz verladen werden. Die Räder waren ganz aus Gusseisen mit einem Durchmesser von 300 mm und einer 50 mm breiten Lauffläche. Durch den kleinen Durchmesser der Räder sollte das Aufladen erleichtert werden.
Der Wagen erhielt eine eigene Bremsvorrichtung, welche durch Hebung der Deichselstangen in Betrieb gesetzt wurde.
Das Gesamtgewicht der Wagen betrug jeweils 50 bis 60 Kilogramm, so dass ein unbeladener Wagen aus der Bahn gehoben werden konnte, wenn das notwendig war. Auf einem solchen Wagen konnte ein massiver Kubikmeter Holz mit Leichtigkeit verladen werden.
Bei einer mäßigen Beladung von 750–1000 kg (15–20 Ctr.) pro Wagen konnte dieser auf der horizontalen Strecke ohne besondere Anstrengung von einem Mann gezogen werden. Es war sogar eine Steigung von bis zu 14–28 ‰, erstere auf den Kurvenstrecken, zulässig. Nachweislich leistete ein Waldarbeiter auf einer solchen Bahn mehr, als ein Pferd auf einer guten Straße. 
Den Preis eines solchen Wagens berechnete Fiedler mit ca. 44 Mk. Zur Auslieferung des Holzes aus dem Schlage, welcher ein jährliches Quantum von 3000–4000 Kubikmeter Holz hergab, waren 12 Wagen notwendig.